# Вест Јунион (Минесота)
Вест Јунион (енгл. West Union) град је у америчкој савезној држави Минесота.

## Демографија
По попису из 2010. године број становника је 111, што је 24 (27,6%) становника више него 2000. године.
| Група             | 2000.       | 2010.       |
| Белци             | 87 (100,0%) | 110 (99,1%) |
| Афроамериканци    | 0 (0,0%)    | 0 (0,0%)    |
| Азијати           | 0 (0,0%)    | 0 (0,0%)    |
| Хиспаноамериканци | 0 (0,0%)    | 0 (0,0%)    |
| Укупно            | 87          | 111         |